# تاریخ هندسه

نگاره‌ای از قضیه دزارگ، یکی از نتایج مهم هندسه اقلیدسی و هندسه تصویری

هندسه ((به یونانی: γεωμετρία)؛ ژئو «زمین»، -مترون «اندازه‌گیری») شاخه‌ای از ریاضیات است که با شکل، اندازه، موقعیت نسبی اشکال و ویژگی‌های فضا سروکار دارد. ریاضیدانی که در شاخهٔ هندسه کار می‌کند هندسه‌دان نامیده می‌شود. هندسه به‌طور مستقل در پاره‌ای از تمدن‌های اولیه به شکل بدنه‌ای از دانش عملی در مورد طول، مساحت و حجم ظهور کرد و پایه‌ریزی آن به عنوان یک دانش رسمی ریاضی در زمان تالس (قرن ششم پیش از میلاد) آغاز شد. در قرن سوم پیش از میلاد هندسه توسط اقلیدس به شکل اصل موضوعی درآمده بود و کار اقلیدس - هندسۀ اقلیدسی - استانداردی را پایه‌ریزی نمود که قرن‌ها دنبال شد. ارشمیدس روش‌های هوشمندانه‌ای برای محاسبهٔ مساحت و حجم ارائه داد که در بسیاری موارد پیشرو حساب انتگرال جدید محسوب می‌شوند. دانش اخترشناسی و به ویژه نگاشتن مکان ستاره‌ها و سیاره‌ها روی کرۀ آسمان و توصیف رابطهٔ بین حرکت اجسام آسمانی تا هزار و پانصد سال بعد منشأ بسیاری از پرسش‌های هندسی بود. هر دوی هندسه و اخترشناسی در دنیای کلاسیک بخشی از کوادریویم بودند که خود زیرمجموعه‌ای از علوم مقدماتی هفتگانه بود که یادگیری آن‌ها برای هر شهروند آزادی ضروری می‌نمود.

## ریشه‌شناسی واژهٔ هندسه
واژهٔ هندسه از ریشهٔ واژهٔ «اندازه» گرفته شده است. اندازه نیز از واژهٔ اوستاییِ «هَنتاچَک» از زبان اوستایی گرفته شده است. واژهٔ هندسه را عربی‌زبانان از واژهٔ هنتاچک و اندازه وام گرفته‌اند.

## هندسۀ اولیه

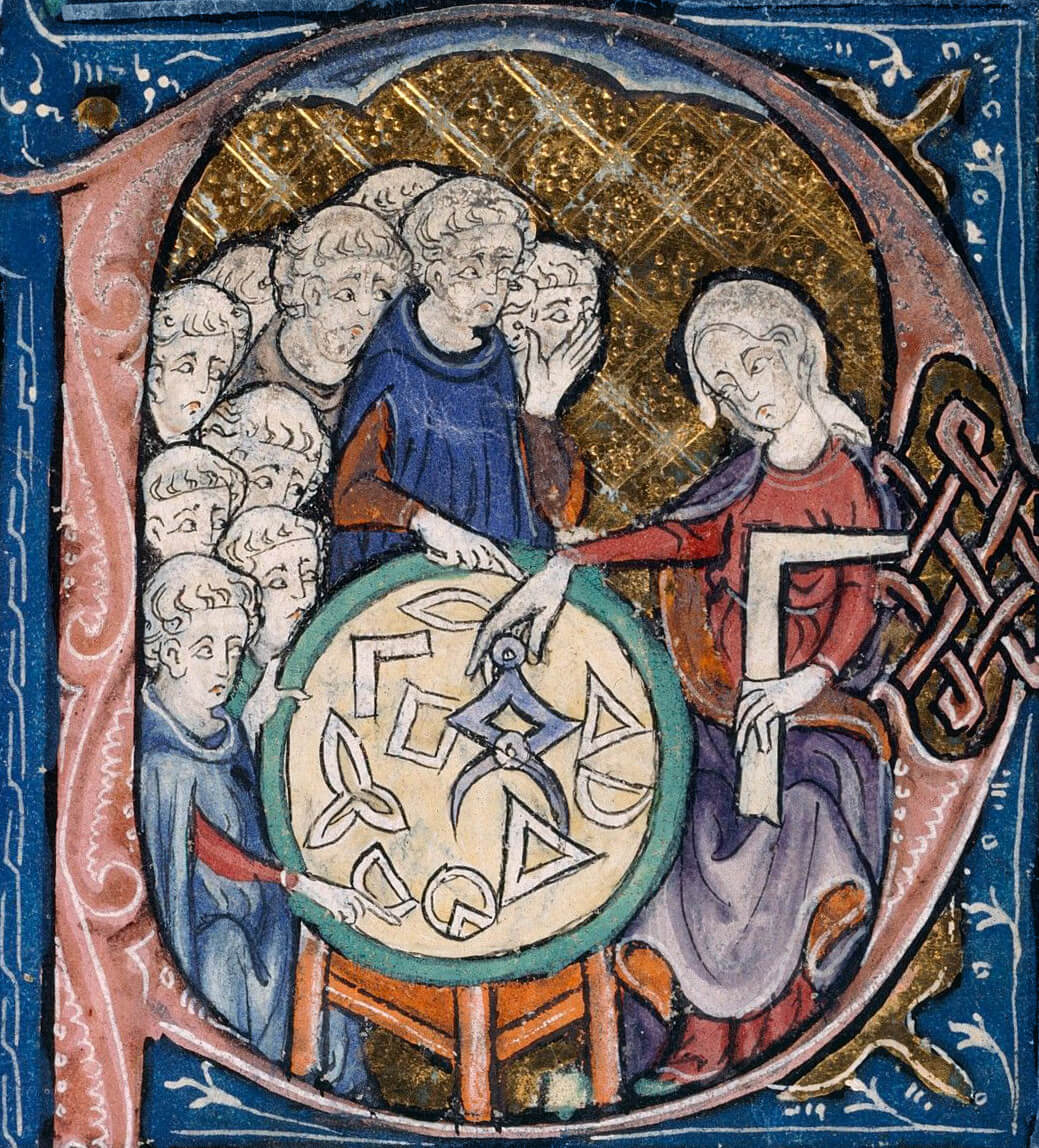
جزئیات یک صحنه در کاسه حرف P با یک زن با مربع و تقسیم کننده. استفاده از قطب نما برای اندازه گیری فواصل در نمودار. در دست چپ او یک مربع نگه می دارد، ابزاری برای آزمایش یا ترسیم زوایای راست. او توسط گروهی از دانش آموزان تحت نظر است. در قرون وسطی، دیدن زنان به عنوان معلم غیرمعمول است، به ویژه هنگامی که دانش آموزان به نظر راهب هستند. او به احتمال زیاد مظهر هندسه است، بر اساس کتاب معروف Martianus Capella De Nuptiis Philologiae et Mercurii، [قرن پنجم.] منبعی استاندارد برای تصاویر تمثیلی از هفت هنر لیبرال. تصویر در آغاز المنتای اقلیدس، در ترجمه منسوب به آدلارد از باث.

احتمالاً بابلیان و مصریان کهن نخستین کسانی بودند که اصول هندسه را کشف کردند. در مصر هر سال رودخانه نیل طغیان می‌کرد و نواحی اطراف رودخانه را سیل فرا می‌گرفت. این رویداد تمام علایم مرزی میان املاک را از بین می‌برد و لازم می‌شد دوباره هر کس زمین خود را اندازه‌گیری و مرزبندی کند. مصریان روش علامت‌گذاری زمین‌ها با تیرک و طناب را ابداع کردند. آن‌ها تیرکی را در نقطه‌ای مناسب در زمین فرومی‌کردند و تیرک دیگری در جایی دیگر نصب می‌شد و دو تیرک با طنابی که مرز را مشخص می‌ساخت به یکدیگر متصل می‌شدند. با دو تیرک دیگر زمین محصور شده و محلی برای کشت یا ساختمان سازی مشخص می‌شد.
در آغاز هندسه بر پایهٔ دانسته‌های تجربی پراکنده‌ای در مورد طول و زاویه و مساحت و حجم قرار داشت که برای مساحی و ساختمان و نجوم و برخی صنایع دستی لازم می‌شد. بعضی از این دانسته‌ها بسیار پیشرفته بودند مثلاً هم مصریان و هم بابلیان قضیه فیثاغورث را ۱۵۰۰ سال قبل از فیثاغورث می‌شناختند.
یونانیان دانسته‌های هندسی را مدون کردند و بر پایه‌ای استدلالی قراردادند. برای آنان هندسه، مهم‌ترین دانش‌ها بود و موضوع آن را مفاهیم مجردی می‌دانستند که اشکال مادی فقط تقریبی از آن مفاهیم مجرد بود. در سال ۶۰۰ قبل از میلاد مسیح، یک آموزگار اهل ایونیا (که در روزگار ما بخشی از ترکیه به‌شمار می‌رود) به نام تالس، چند گزاره یا قضیهٔ هندسی را به صورت استنتاجی ثابت کرد. او آغازگر هندسه ترسیمی بود. روش استنتاجی روشی است علمی (بر خلاف روش استقرایی) که در آن مسئله‌ای به وسیلهٔ قضایا و حکم‌ها ثابت می‌گردد. فیثاغورث که او نیز اهل ایونیا و احتمالاً از شاگردان تالس بود توانست قضیه‌ای را که به نام او مشهور است، اثبات کند. البته او واضع این قضیه نبود.
اما دانشمندی به نام اقلیدس که در اسکندریه زندگی می‌کرد، هندسه را به صورت یک علم بیان نمود. وی حدود سال ۳۰۰ پیش از میلاد مسیح، تمام نتایج هندسی را که تا آن زمان شناخته بود، گرد آورد و آن‌ها را به‌طور منظم، در یک مجموعهٔ ۱۳ جلدی قرار داد. این کتاب‌ها که اصول هندسه نام داشتند، به مدت ۲ هزار سال در سراسر دنیا برای مطالعهٔ هندسه به کار می‌رفتند.
بر اساس این قوانین، هندسهٔ اقلیدسی تکامل یافت. هر چه زمان می‌گذشت، شاخه‌های دیگری از هندسه توسط ریاضیدانان مختلف، توسعه می‌یافت.
امروزه در بررسی علم هندسه انواع مختلف این علم را نظیر هندسه تحلیلی و مثلثات، هندسه غیر اقلیدسی و هندسه فضایی مطالعه می‌کنند.
خدمت بزرگی که یونانیان در پیشرفت ریاضیات انجام دادند این بود که آن‌ها احکام ریاضی را به جای تجربه بر استدلال منطقی استوار کردند. قبل از اقلیدس، فیثاغورث (۵۷۲–۵۰۰ ق. م) و زنون (۴۹۰ ق. م) نیز به پیشرفت علم ریاضی خدمت بسیار کرده بودند.
در قرن دوم قبل از میلاد ریاضیدانی به نام هیپارک، مثلثات را اختراع کرد. وی نخستین کسی بود که تقسیم‌بندی بابلی‌ها را برای پیرامون دایره پذیرفت. به این معنی که دایره را به ۳۶۰ درجه و درجه را به ۶۰ دقیقه و دقیقه را به ۶۰ قسمت برابر تقسیم کرد و جدولی بر اساس شعاع دایره به دست آورد که وترهای بعضی قوس‌ها را به دست می‌داد و این قدیمی‌ترین جدول مثلثاتی است که تاکنون شناخته شده‌است.
بعد از آن دانشمندان هندی موجب پیشرفت علم ریاضی شدند. در سدهٔ پنجم میلادی آپاستامبا، در سدهٔ ششم، آریابهاتا، در سدهٔ هفتم، براهماگوپتا و در سده نهم، بهاسکارا در پیشرفت علم ریاضی بسیار مؤثر بودند.